# Apizaco
Apizaco – miasto i gmina w Meksyku, w stanie Tlaxcala. Jego nazwa pochodzi z języka náhuatl Ātl, woda; pitzāhuac, słodki; i miejscownik co, miejsce; tworząc Āpitzāco, które tłumaczy się jako "miejsce słodkiej wody" lub "strumień".

## Geografia
Znajduje się na terenie Wyżyny Meksykańskiej Centralnej, na wysokości 2380 m n.p.m. Współrzędne geograficzne miasta Apizaco to: 19º 25' φ N i 98º 08' λ W.
Jego powierzchnia wynosi 56,830 km², zajmuje 1,40% terytorium stanowego, graniczy z municypiami Tetla de la solidaridad na północy, Santa Cruz Tlaxcala na południu, Tzompantepec i Xalostoc na wschodzie i Yauhquemecan na zachodzie.
Municypium jest administrowane przez 6 prezydencji pomocniczych w 7 wspólnotach, które tworzą municypium.

## Historia
Apizaco powstało jako stacja kolejowa w latach 60. XIX wieku. Dokładna data założenia miasta nie jest znana, przyjęto 1 marca 1866, kiedy to William Lloyd, inżynier przedsiębiorstwa budującego kolej, wręczył zawiadomienie Ministerstwu Robót Publicznych zaawansowaniu prac budowy linii kolejowej, wówczas ten obóz budowniczych kolei nie miał zostać osadą stale zamieszkaną, dlatego nigdy nie wydano żadnego dokumentu o założeniu miasta.
Terytorium, gdzie założono Apizaco należało pierwotnie do hacjendy San Diego Apatlahuaya z municypium Santa Cruz Tlaxcala, było własnością Eustaquio Barrona, który razem ze swoim zięciem Antoniem Escandonem i Manuelem Escandonem otrzymali 19 sierpnia 1856 koncesję na budowę dróg kolejowych w Tlaxcala.